# Camponotus hyatti
Camponotus hyatti é uma espécie de formiga-de-cupim. A espécie é nativa da costa do Pacífico Norte, do Óregon até a Península da Baixa Califórnia. A espécie é caracterizada por suas mandíbulas de cinco dentes e a aparência lisa e brilhante de seu clípeo, bem como um sulco metatórax pronunciado, que dá à superfície basal do propódeo uma aparência convexa distinta. Geralmente a espécie se nidifica em sagebrush, Yucca, manzanita e carvalhos.

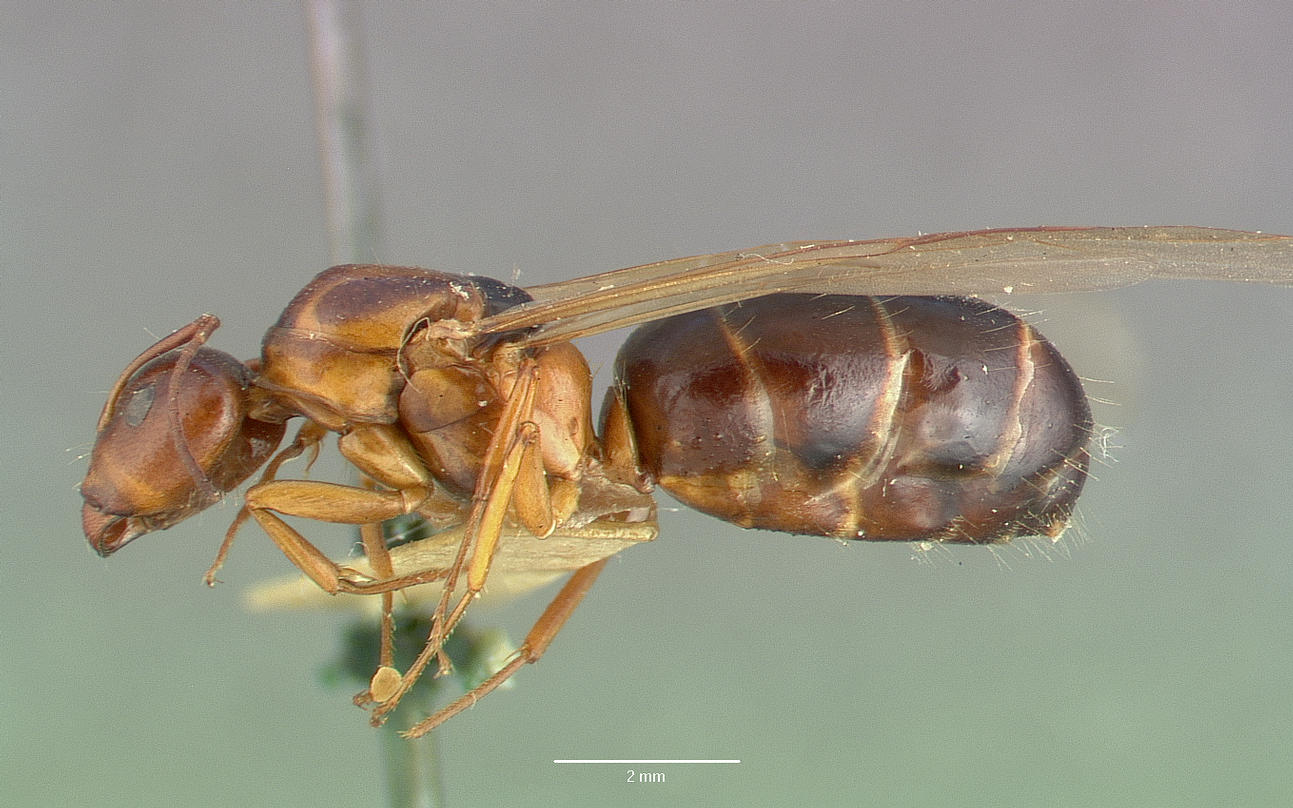
Fotografia de uma rainha
alada da espécie.